# Međugalaktičko sredstvo
Međugalaktičko sredstvo (eng. intergalactic medium, IGM) je slabo proučena tvar koja se nalazi između galaktika. Ističe se u galaktičkim skupovima visokom temperaturom i snažnim rendgenskim zračenjem.
Ovdje je to obično plin vodik koji nije dio samo u svezi s pojedinačnom galaktikom, nego ispunja prostor između galaktika. Uglavnom nastaje iz ioniziranog vodika u plinovitom ili plazmenom stanju (HII); neutralni vodik (H ili HI) čini oko milijunti dio međugalaktičkog sredstva.
Pojam međugalaktičkog sredstva ne valja brkati s međuzvjezdanim sredstvom, koji se nalazi u prostoru između zvijezda. Granica između međugalaktičkog i međuzvjezdanog sredstva je "tekuća".